# Batillipes crassipes
Espèce
Batillipes crassipes est une espèce de tardigrades de la famille des Batillipedidae. 

## Distribution
Cette espèce est endémique de Russie. Elle a été découverte dans le golfe de Pierre-le-Grand dans la mer du Japon dans l'océan Pacifique.

## Publication originale
- Tchesunov & Mokievsky, 1995 : A new marine tardigrade, Batillipes crassipes sp. nov., from the Japan Sea (Tardigrada, Arthrotardigrada, Batillipedidae). Cahiers de Biologie Marine, vol. 36, no 2, p. 153–257.